# Haroldo Lisboa da Cunha
Haroldo Lisboa da Cunha foi professor de matemática do Colégio Pedro II, na cidade do Rio de Janeiro. Foi também catedrático de matemática e reitor da Universidade do Estado do Rio de Janeiro - UERJ.
A biblioteca do Colégio Dom Pedro II recebeu o seu nome.